# Óscar Aibar
Óscar Aibar (n. Barcelona, 1967) es un director de cine, guionista de historieta, realizador de televisión y escritor español. Comenzó trabajando como guionista de historietas para varias editoriales y revistas como Totem, Cimoc, Zona 84, El Víbora o Makoki, y más tarde como guionista y director de series y programas de diversos canales como TVE, Canal+ o TV3, además de videoclips y anuncios publicitarios. En 1995 comienza sus trabajos como director de cine, dirigiendo hasta ahora seis largometrajes, un telefilme y tres cortometrajes, además de publicar tres novelas y un libro de relatos. En su labor televisiva es conocido por dirigir la serie de TVE Cuéntame Cómo Pasó.

## Biografía
Licenciado por la Facultad de Bellas Artes de la Universidad de Barcelona en la especialidad de Imagen, en el año 1991 afirmó que quería ser cineasta, pero sus profesores le dijeron que el sector estaba en crisis y que no debería hacerlo, sin embargo decidió seguir con su idea. Desde 1986 hasta 1994 Óscar Aibar obtiene un gran reconocimiento en sus primeros trabajos como guionista de cómics (donde firma como Oscaraibar), publicando en revistas como Totem, Zona 84, Creepy, Cairo y El Víbora, entre otras, que le harían recibir varios premios y publicándose sus obras en Francia e Italia.
En 1990 realiza la serie Atolladero Texas con Miguel Ángel Martín para la revista Makoki.
Se introduce luego en el audiovisual simultaneando su labor como guionista y realizador de tv y videoclips con el cine. Tras la realización de tres cortometrajes, 600, Lo que vio el jardinero y Chihuahua, estrena en 1995 una coproducción hispano-francesa titulada Atolladero, que está basada en la historieta que había realizado cinco años antes; cuyo rodaje se hizo en el desierto de los Monegros en vez de en el de Tabernas como él quería, algo de lo que se ha arrepentido públicamente, y también en Tudela. A pesar de la dureza del rodaje, y de ser duramente criticada por algunos, conseguiría ser calificada por algunos escritores cinematográficos como una película de culto. Lo más destacado del largometraje es la aparición de Iggy Pop en el papel de asesino.
Entre 1996 y 2000 dirige todos los videoclips de Loquillo, incluyendo el video del concierto Compañero de viaje, así como episodios para la serie de La 1 Ni contigo ni sin ti.
En el 2003 estrena Platillos volantes, en donde ahonda en la compleja psicología de dos personajes, adictos a la ufología, inspirándose en el hecho real conocido como "los suicidios de Tarrasa", en la que participaron gran parte del reparto de su anterior película. Tres años después realiza La máquina de bailar, donde narra los intentos de una variopinta pandilla por ganar el concurso nacional del juego . Sigue en 2010 con El gran Vázquez sobre la vida del historietista Manuel Vázquez Gallego, con quien trabajó en Makoki, y con el que hizo una gran amistad cuando el director tenía 19 años. La película fue objeto de discrepancias y halagos por su elección de Santiago Segura como protagonista ( a lo que respondió: «Nadie puede decir que Santiago Segura hace un trabajo que se parezca a cualquier cosa de las que ha realizado antes»), pero obtuvo estupendas críticas y una buena recaudación en taquilla.
En 2012 estrena el largometraje El bosque, adaptación de un ralato del prestigioso escritor catalán Albert Sánchez Piñol. La película obtiene un gran éxito de crítica y es seleccionada por algunos escritores cinematográficos como una de las mejores del año .
En 2021 dirige El sustituto, un thriller sobre los refugiados nazis en la costa levantina. La película obtiene un gran éxito de crítica y se mantiene durante cuatro meses en cartel. Sus dos protagonistas, Ricardo Gómez y Pere Ponce, son nominados a los Premios Feroz.
Desde 2012 fue uno de los cuatro directores de la serie de La 1 de TVE, Cuéntame cómo pasó, consiguiendo un notable cambio en el estilo visual y obteniendo un gran éxito de audiencia (en el último capítulo de la temporada 14° consigue rebasar los 5 millones de espectadores siendo este el episodio más visto de la temporada). En la última temporada de la serie (2023) es el máximo responsable artístico además de dirigir el primero y los dos últimos episodios. La temporada final obtiene un gran éxito de crítica y audiencia  (19% de share en el final). 
Como escritor ha publicado los libros Tu mente extiende cheques que tu cuerpo no puede pagar (Ed. Debate, 2002), que consiste en un conjunto de cuentos humorísticos sobre diferentes temas, destaca el cinematográfico, Los comedores de tiza (Ed. Caballo de Troya, 2005), que narra la historia de Ana una mujer que tiene desde los 10 años la manía de comer tiza, y Making of (Ed. Mondadori, 2008), en el que mostraba la situación que pasó durante el rodaje de su primer largometraje. En 2010 realizó el prólogo del libro By Vázquez: 80 años del nacimiento de un mito (Ed. B, 2010), sobre el dibujante Manuel Vázquez Gallego.En 2023 publica la novela La Mancha sobre Titán (Difácil), en la que reivindica a algunos autores de la antigua Editorial Bruguera.

## Estilo
A nivel cinematográfico, el crítico Antoni Peris i Grao afirma que el «gran mérito de su obra radica en su capacidad de retratar la miseria ambiental y, sobre todo, la de captar las fantasías que hacían soñar a los habitantes de los años 60 y 70». El propio Aibar afirma que Luis García Berlanga influyó en su obra, principalmente en El gran Vázquez, explicando que «cada año veo varias veces, y lo hago desde que tenía Beta, muchas de las películas de Berlanga. Puedo decir que me las sé de memoria y que por lo tanto habitan en mi subconsciente. No es extraño que cuando trabajo esta impronta se note de alguna manera».

## Premios
Por sus trabajos como guionista de historietas se hace con el Premio "1984" al Mejor Guionista y al Mejor Guion en 1990 y también obtiene el premio "1984" al Mejor Guionista en 1991. Por su primer largometraje obtuvo los premios a la Mejor Película, Mejor Actor, el Premio Especial del Público en el Festival Internacional de Cine Fantástico de Burgos; el Premio Ciudad de Barcelona de Cinematografía y también el Premio a la Mejor Dirección en el Festival de Cine Fantástico y de Ciencia Ficción de Roma. El segundo obtendría numerosos premios en la VIII Primavera Cinematográfica de Lorca Semana de Cine Español al Mejor largometraje, Mejor guion original. Su primer libro ganó el Premio Talento Fnac. Su última película optó a la Concha de Oro en el Festival Internacional de Cine de San Sebastián, y ganó el premio al mejor guion en el X Festival de la Comedia de Montecarlo.

## Obra
Historietas
- 1988: Nacido salvaje, con dibujos de Fernando de Felipe, para Totem el Comix (Toutain Editor)
- 1989: ADN, con dibujos de Fernando de Felipe, para Zona 84 (Toutain Editor)

Largometrajes
| Título               | Año  | Duración    | Presupuesto     | Taquilla (bruta) | Beneficio |
| -------------------- | ---- | ----------- | --------------- | ---------------- | --------- |
| Atolladero           | 1995 | 95 minutos  | s.d.            | 51 184,14 euros  | s.d.      |
| Platillos volantes   | 2003 | 99 minutos  | 2 253 327 euros | 234 047,72 €     | s.d       |
| La máquina de bailar | 2006 | 109 minutos | 2 600 000 euros | 585 410,73 euros | s.d.      |
| El gran Vázquez      | 2010 | 106 minutos | 4 300 000 euros | 854 931,18       | s.d.      |
| El bosc              | 2012 | 98 minutos  |                 |                  | s.d.      |
| El sustituto         | 2021 | 107 minutos |                 |                  |           |

Otros
| Título                  | Año  | Duración   | Notas                                                                   |
| ----------------------- | ---- | ---------- | ----------------------------------------------------------------------- |
| 600                     |      | 30 minutos | Cortometraje en formato vídeo realizado como proyecto de fin de carrera |
| Lo que vio el jardinero |      | 9 minutos  | Cortometraje en formato de 16mm en blanco y negro                       |
| Chihuahua               |      | 14 minutos | Cortometraje en formato de 35mm                                         |
| Rumores                 | 2007 | 79 minutos | Telefilm                                                                |